# Andy Statman
Andy Statman (Brooklyn, 1950) è un clarinettista e musicista statunitense.
È conosciuto per essere aver suonato il mandolino con i Country Cookin' ed essere stato fondatore dei Breakfast Special, gruppi di genere bluegrass. Nato in una famiglia di origine ebrea, ha in seguito esplorato le radici musicali della sua comunità, si è appassionato di musica klezmer, ha imparato a suonare il clarinetto e ha poi pubblicato album dove ha rielaborato alcune melodie tradizionali unendole a elementi jazz e country.
Nel 2007 ha avuto la nomination al Grammy Award, categoria "country strumentale" per la sua versione di Rawhide contenuta nell'album East Flatbush Blues.

## Discografia
- 1979 - Jewish Klezmer Music
- 1980 - Flatbush Waltz
- 1983 - Mandolin Abstractions
- 1985 - New Acoustic Music
- 1986 - Nashville Mornings, New York Nights
- 1988 - Rounder Bluegrass, Vol. 2
- 1992 - Andy Statman Klezmer Orchestra
- 1994 - Klezmer Suite
- 1994 - Andy's Ramble
- 1995 - Acoustic Disc: 100% Handmade Music, Vol. 2
- 1995 - Doyres (Generations): Traditional Klezmer Recordings, 1979-1994
- 1995 - Songs of Our Fathers
- 1995 - Holding On: Dreamers, Visionaries, Eccentrics & Other American Heroes
- 1996 - American Fogies, Vol. 1
- 1996 - Blue Ribbon Fiddle
- 1996 - Klezmer Music: A Marriage of Heaven & Earth
- 1996 - Rounder Bluegrass Guitar
- 1997 - Between Heaven & Earth: Music of the Jewish Mystics
- 1998 - The Hidden Light
- 1998 - Holiday Tradition
- 1998 - The Soul of Klezmer
- 2000 - Klezmer: From Old World To Our World
- 2001 - Bluegrass Mountain Style
- 2001 - New York City: Global Beat of the Boroughs - Music From New York City's Ethnic....
- 2004 - Wisdom, Understanding, Knowledge
- 2005 - On Air
- 2005 - Avodas Halevi
- 2006 - East Flatbush Blues
- 2006 - Awakening from Above